# Berthold Dietz

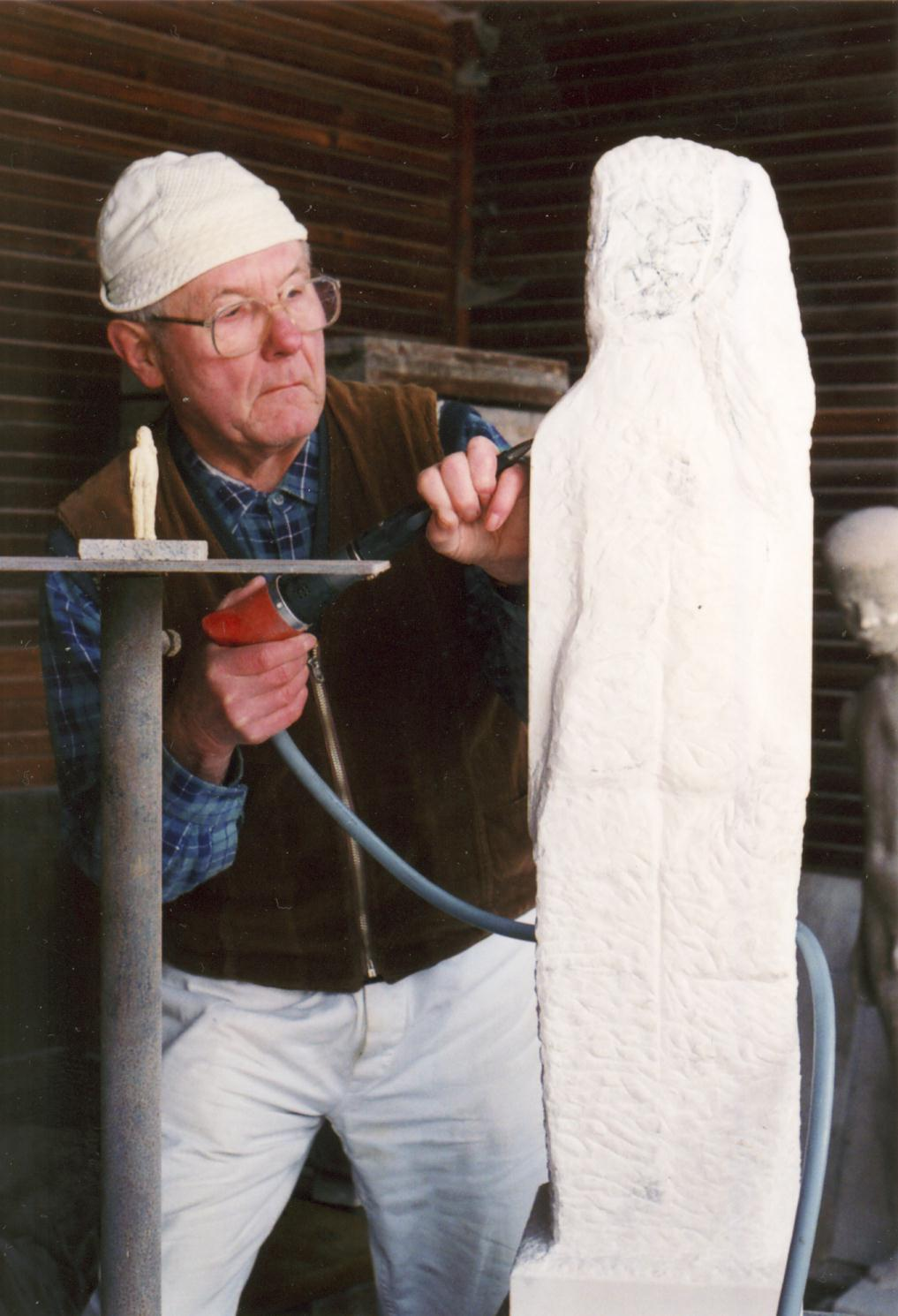
Berthold Dietz bei der Arbeit an der Skulptur „Lots Weib erstarrt zur Salzsäule“

Berthold Dietz (* 20. Januar 1935 in Zwickau; † 7. Januar 2023) war ein deutscher Bildhauer.

## Leben
Seine Ausbildung zum Steinmetz und Bildhauer erfolgte zwischen 1949 und 1954. Von 1952 bis 1955 besuchte er bei Karl Michel die Mal- und Zeichenschule Zwickau, danach studierte er bis 1960 bei Walter Arnold, Gerd Jaeger und Hans Steger an der Hochschule für Bildende Künste Dresden das Fach Plastik. Seit 1960 lebte er freischaffend in Lichtentanne. Mehrere Studienreisen führten ihn ins Ausland. Er hatte in der DDR, in der Sowjetunion und in Bulgarien eine Anzahl von Einzelausstellungen und Ausstellungsbeteiligungen.
Er war seit 1964 der Leiter des Plastikzirkels Lichtentanne. Im Verband Bildender Künstler der DDR war er von 1964 bis 1990 Mitglied, seit 1990 im Bundesverband Bildender Künstlerinnen und Künstler und im Chemnitzer Künstlerbund.
Schwerpunkte seines Schaffens waren die Bereiche Rundplastik, Relief, Kunst am Bau und im Freiraum, Brunnengestaltung, Bildniskunst und Sakralkunst in Bronze, Stein, Holz, Terrakotta und Betonguss.
Berthold Dietz war verheiratet, er hatte einen Sohn und eine Tochter.

## Ehrungen
- Max-Pechstein-Preis 1958
- 1. Preis „Kunst am Bau“ Hoyerswerda 1995

## Werke (Auswahl)

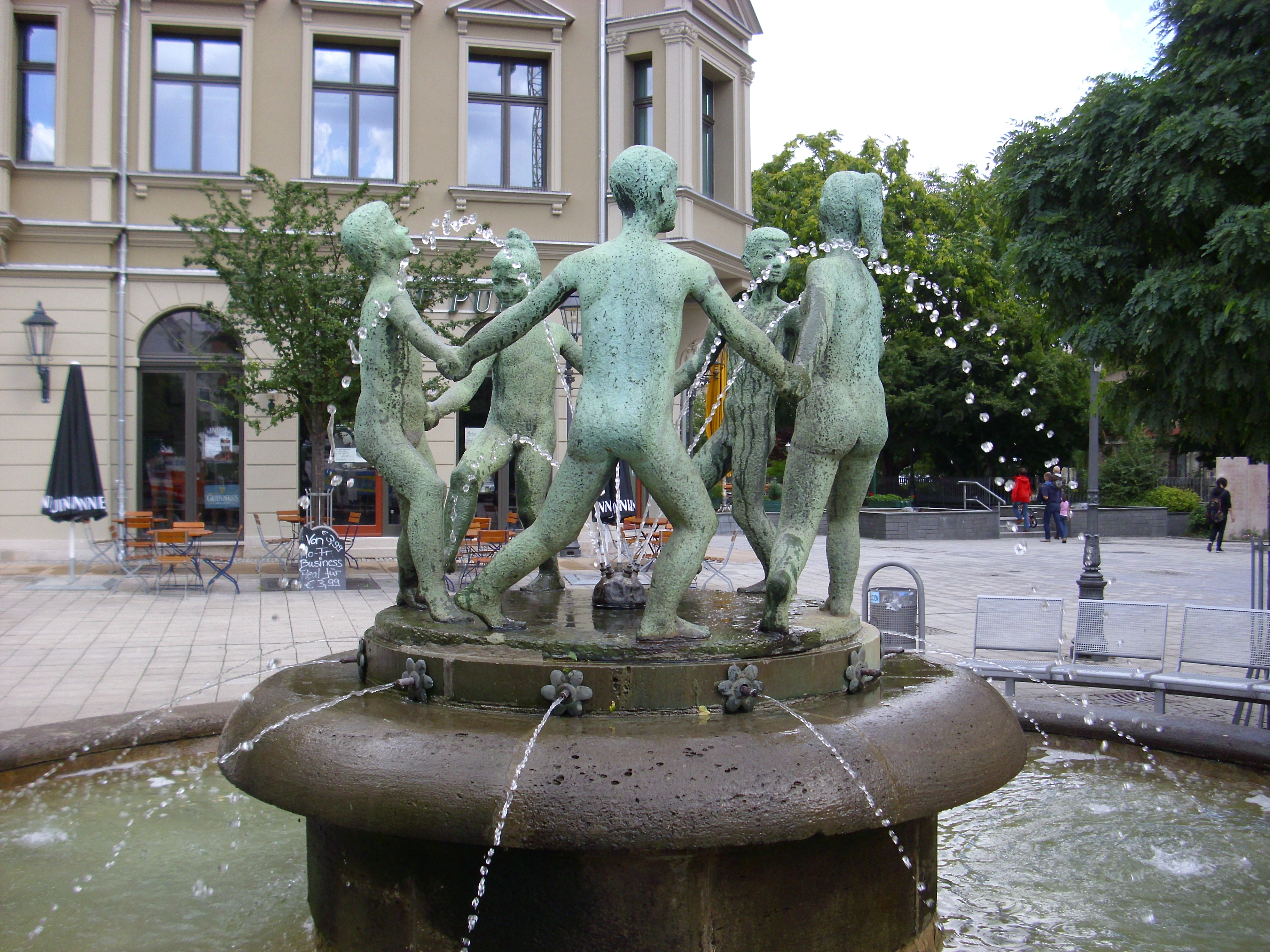
Kinderreigen-Brunnen mit Plastik Spielende Kinder (1968), Hauptmarkt in Zwickau
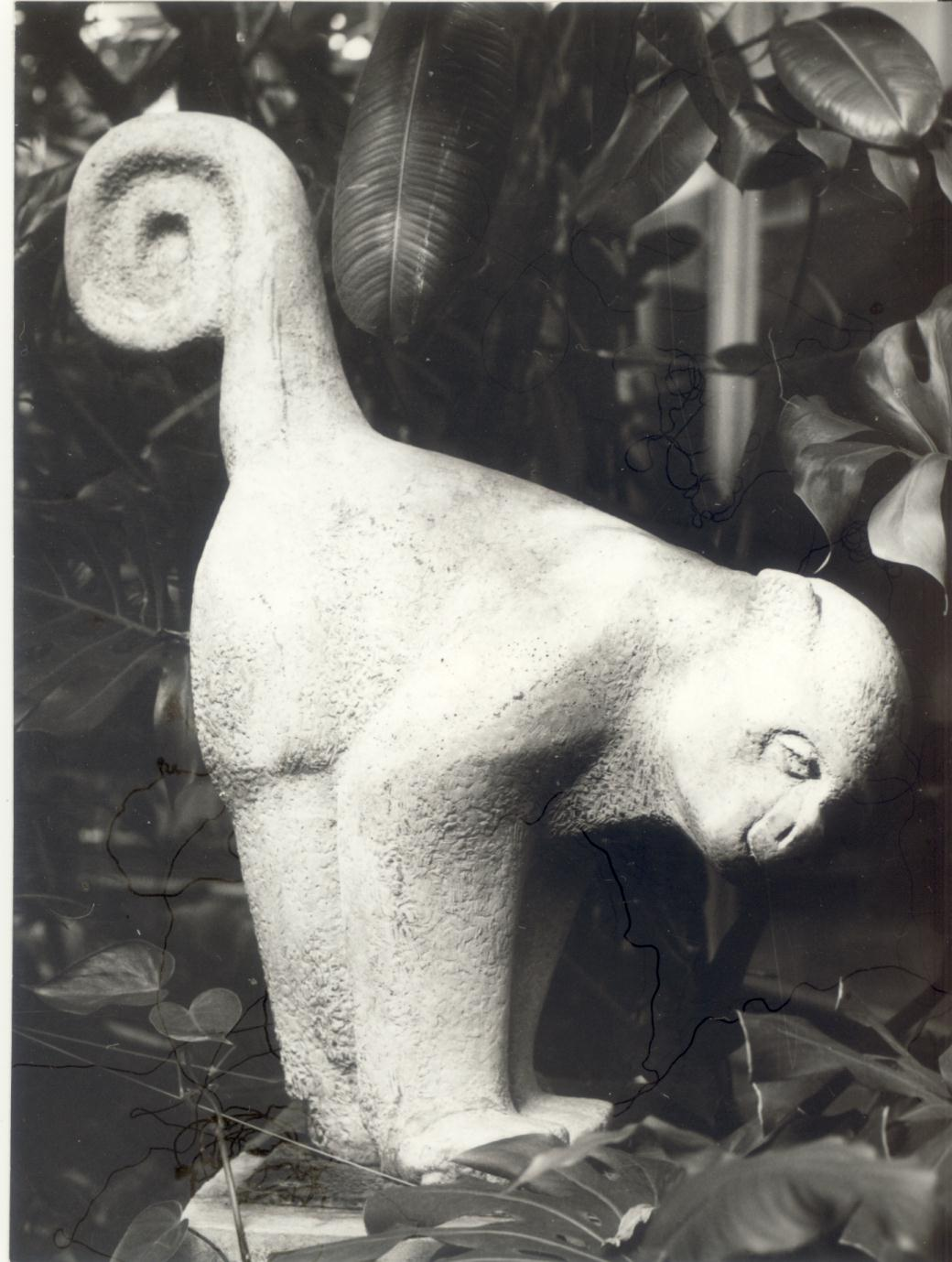
Großer Wollaffe (1971), Betonguss, 100 cm hoch, Tropenhaus der Stadthalle in Chemnitz
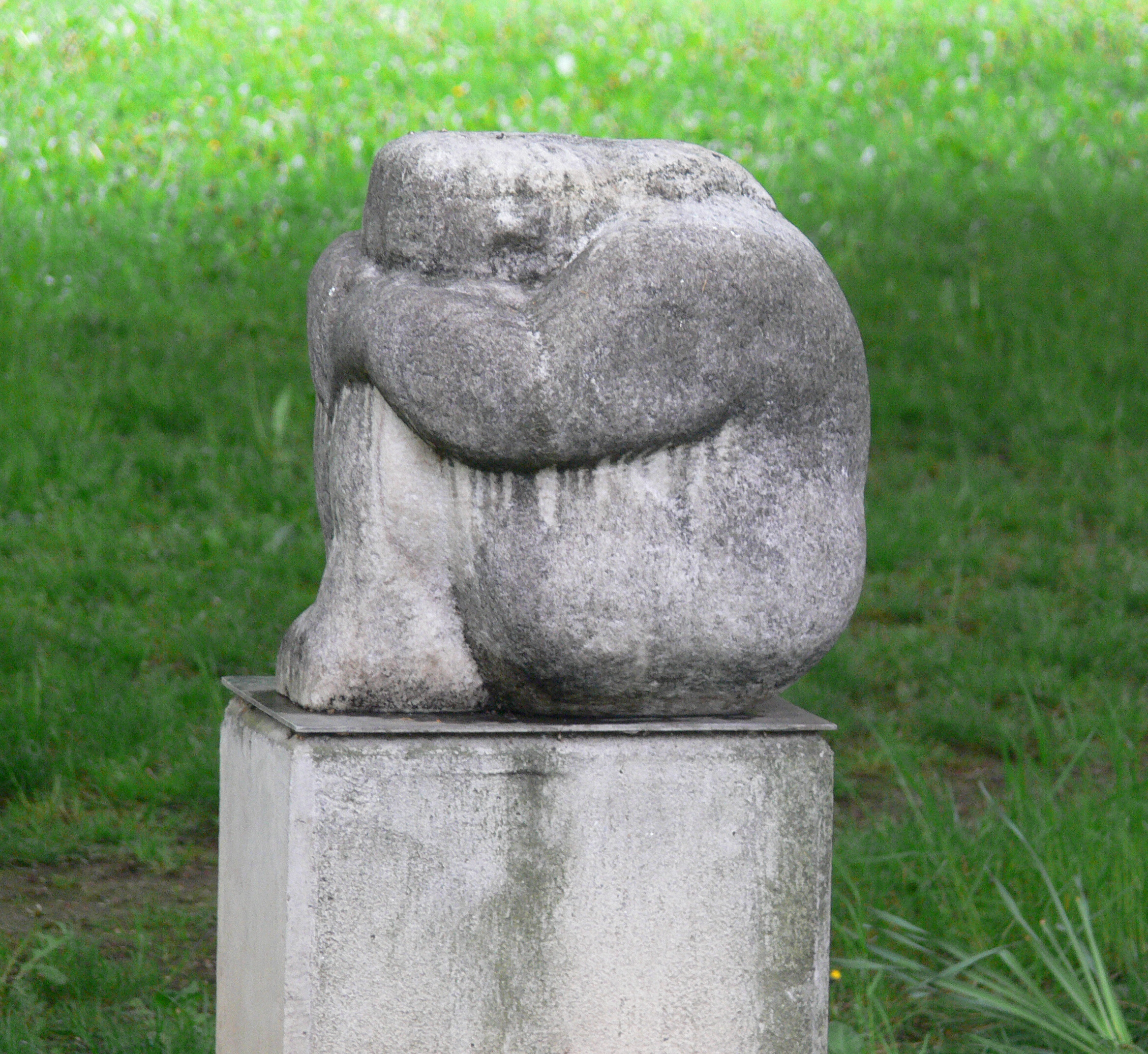
Sinnende (1974), Stadthallenpark in Chemnitz
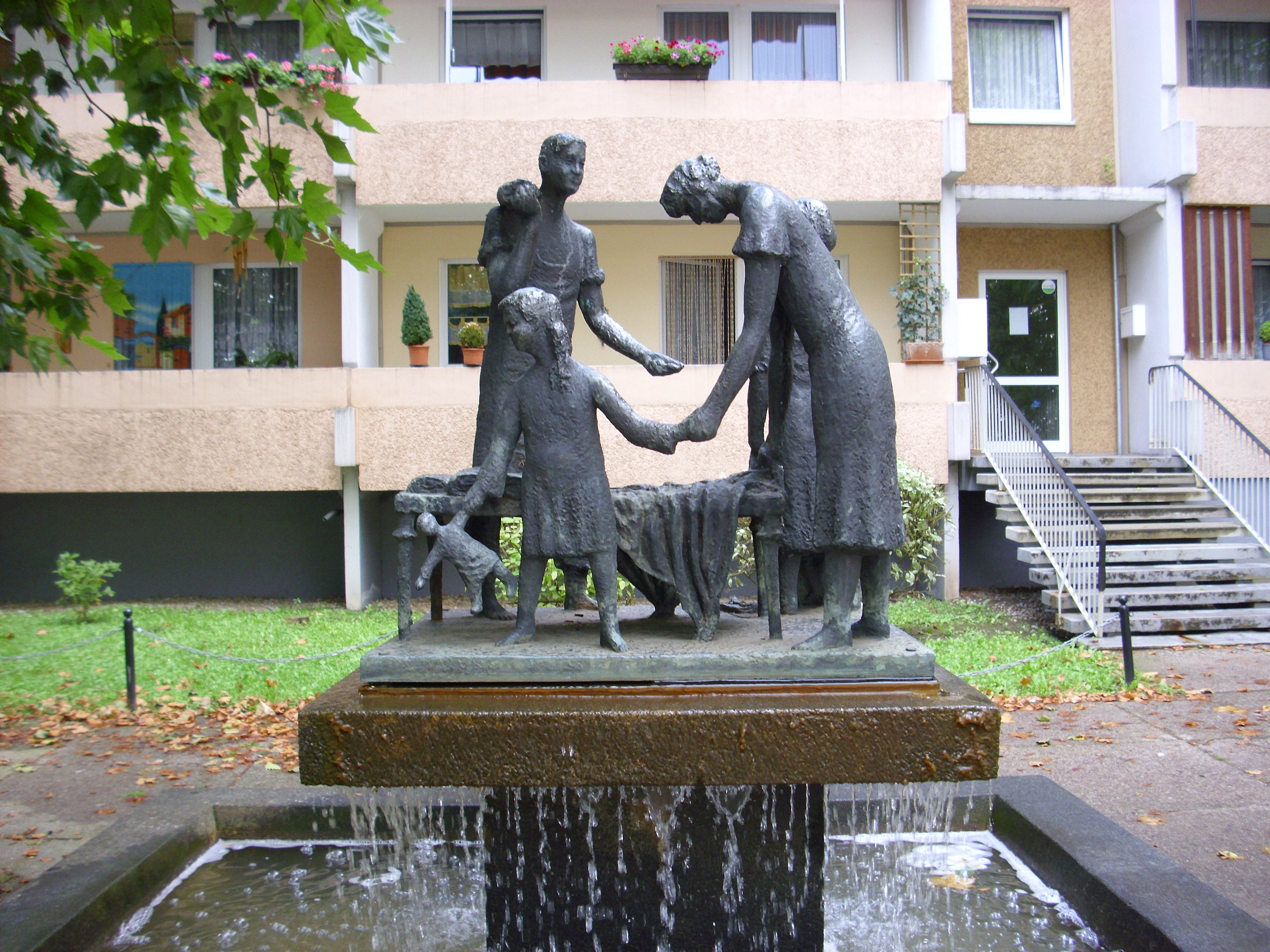
Tuchmacherbrunnen (1984), Katharinenstraße in Zwickau
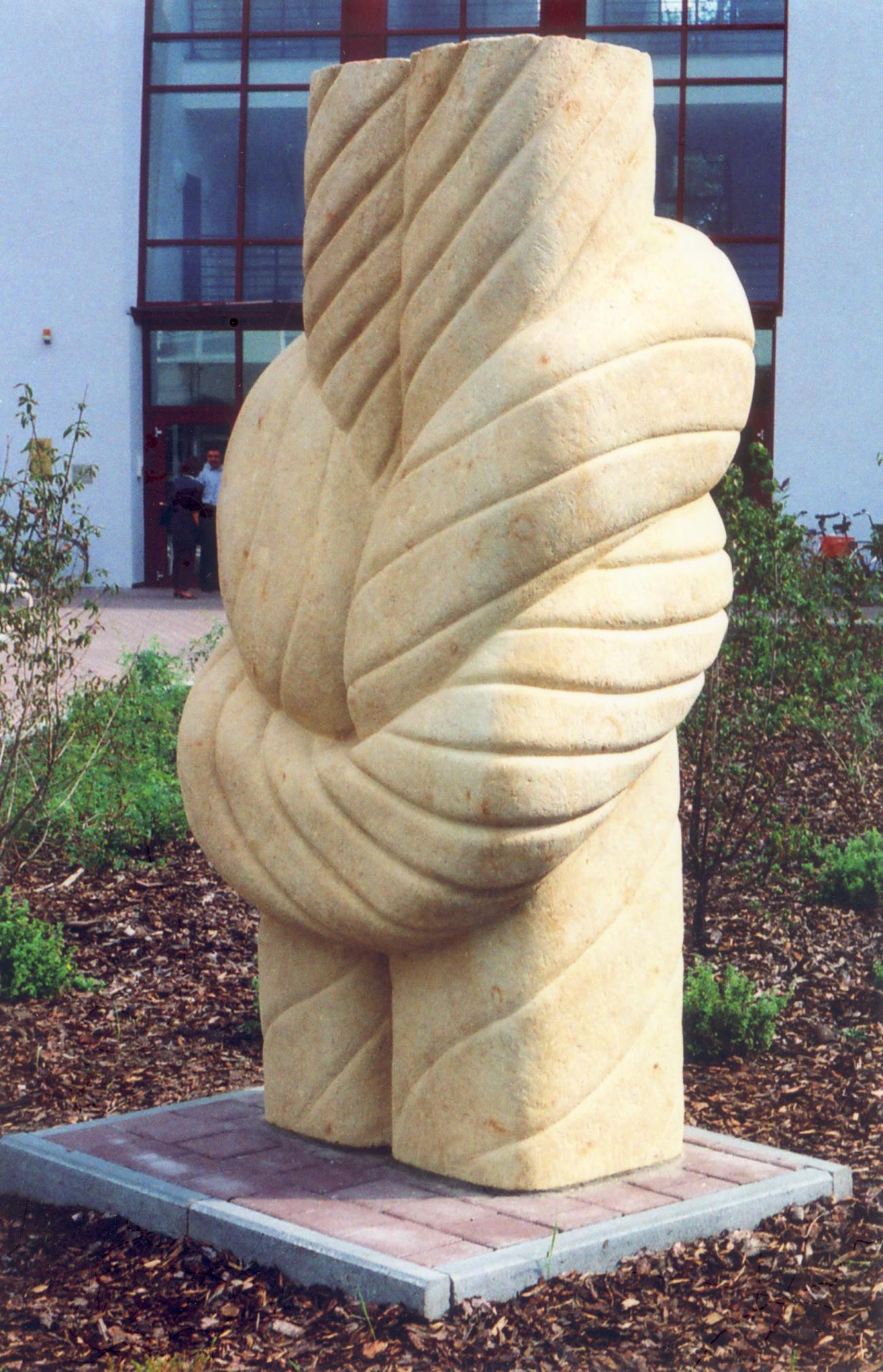
Verbundenheit – Großer Knoten (1995), Reinhardtsdorfer Sandstein, 215 cm hoch, 100 cm breit, 1. Preis im Wettbewerb Kunst am Bau, Behördenpark in Hoyerswerda
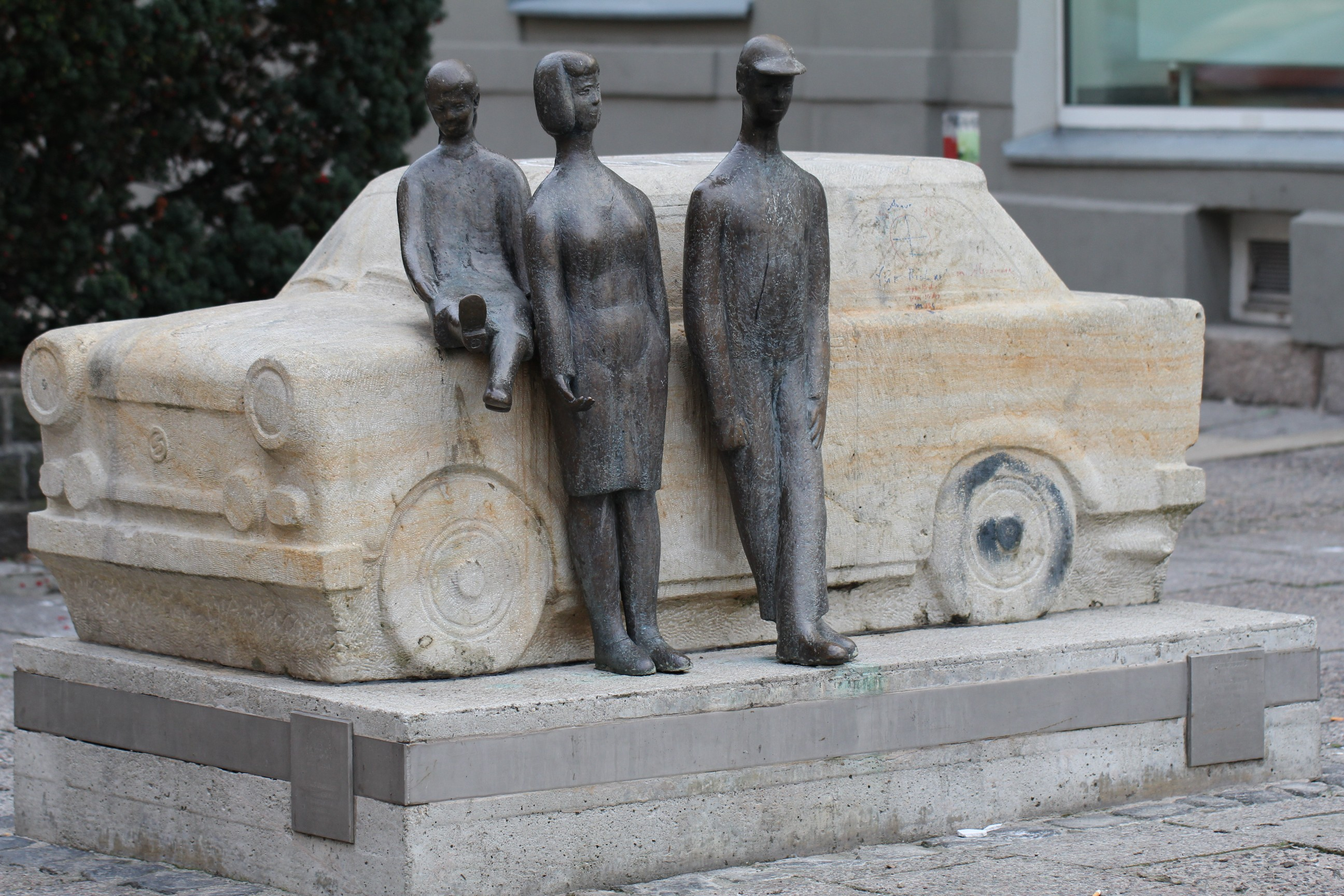
Trabant-Denkmal, Georgenplatz in Zwickau (seit 2015 am August-Horch-Museum in Zwickau)
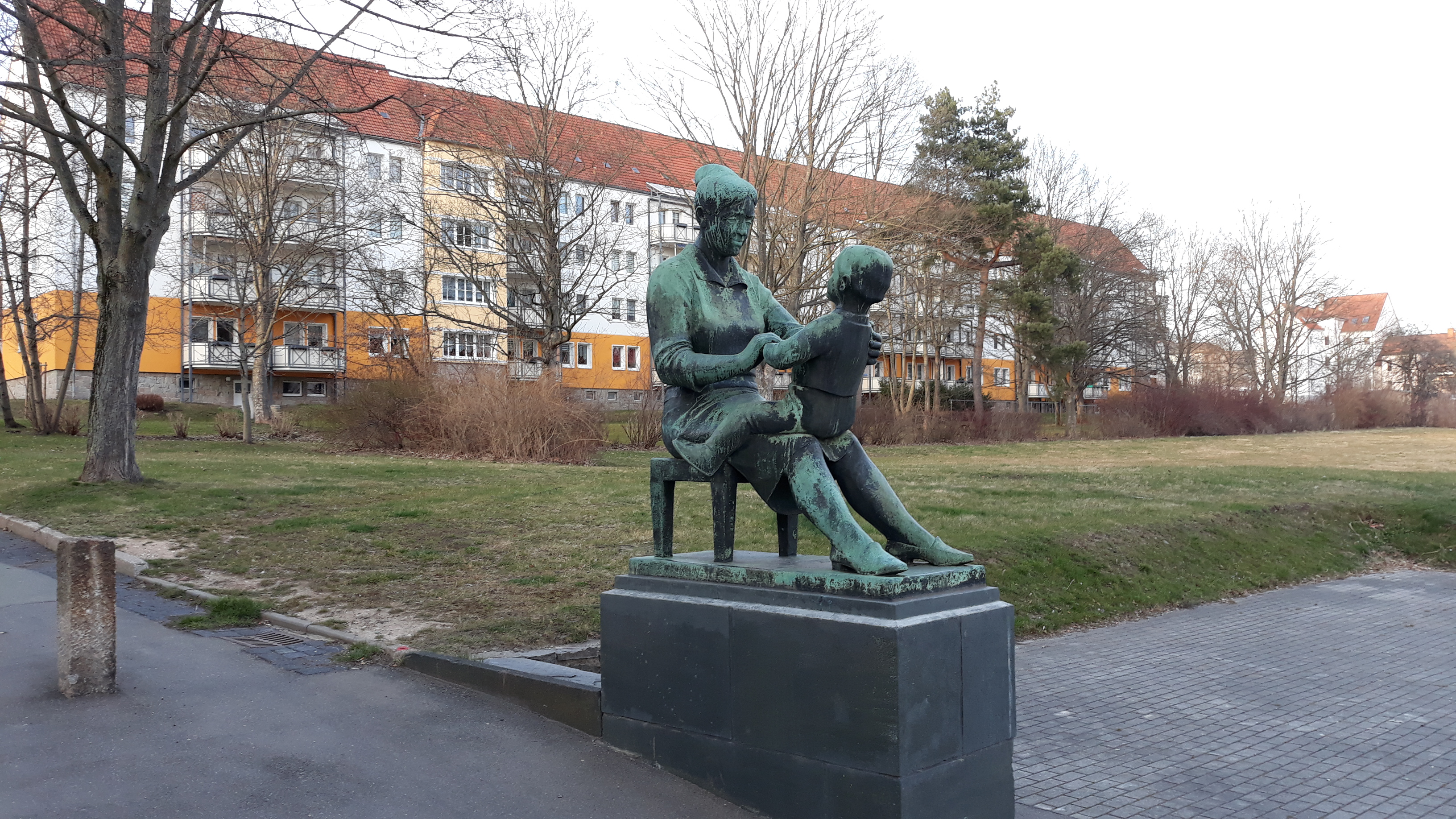
Mutter und Kind, neben Hochhaus Marienthaler Str. 40 in Zwickau

- Dem Begegnungszentrum Eichenhof in Gera-Lusan stellte er im Februar 2022 noch seine 1976 geschaffene Bronzeplastik Ponyreiter zur Verfügung.[4]
- Kranichpaar, Plastik auf der Kranichwiese im Zwickauer Schwanenteichpark[5]

## Ausstellungen (unvollständig)

### Einzelausstellung
- 1976: Schönfels, Burg Schönfels

- 1979: Zwickau, Galerie am Domhof (mit Albert Hennig)

### Teilnahme an Ausstellungen
- 1963: Karl-Marx-Stadt, Museum am Theaterplatz („10 Jahre Architektur, bildende Kunst und bildnerisches Volksschaffen in Karl-Marx-Stadt“)[6]
- 1963, 1969 und 1983: Leipzig, Messehaus am Markt („Kunst und Sport“)
- 1964: Berlin, Nationalgalerie („Unser Zeitgenosse“)
- 1967/68: Dresden, VI. Deutsche Kunstausstellung
- 1969: Rostock, Zoologischer Garten („Plastik im Zoo“)
- 1971: Berlin, Altes Museum („Das Antlitz der Arbeiterklasse in der bildenden Kunst der DDR“)
- 1974, 1979 und 1985: Karl-Marx-Stadt, Bezirkskunstausstellungen
- 1975: Wanderausstellung „Kleinplastik und Grafik“
- 1982: Berlin, Treptower Park („Plastik und Blumen“)
- 1984/1985 Karl-Marx-Stadt, Städtisches Museum am Theaterplatz („Retrospektive 1945 – 1984. Bildende Kunst im Bezirk Karl-Marx-Stadt“)
- 1989: Karl-Marx-Stadt, Museum am Theaterplatz („Plastik. Bildhauer des Bezirkes Karl-Marx-Stadt“)